# Receptor de dopamina D3
El receptor de dopamina D3 es una proteína de membrana que funciona como receptor acoplado a proteína G. Pertenece a la familia de receptores tipo D2 (o análogos de D2) junto con el subtipo también llamado receptor D2 y el receptor D4. En humanos el receptor es codificado por el gen DRD3.
El receptor D3 inhibe la adenilil ciclasa a través de proteínas G inhibidoras. Este receptor se expresa en las regiones filogenéticamente más antiguas del cerebro, lo que sugiere que desempeña un papel en las funciones cognitivas y emocionales.[cita requerida] Es uno de los objetivo de medicamentos usados en el manejo de la esquizofrenia, la adicción a las drogas y la enfermedad de Parkinson. El empalme alternativo de este gen da como resultado múltiples variantes de transcripción que codificarían diferentes isoformas, aunque algunas variantes pueden estar sujetas a descomposición mediada por mutación (NMD).

## Función
El receptor D3 se expresan en el núcleo paraventricular del hipotálamo donde podría desempeñar un papel importante en la regulación dopaminérgica en el comportamiento alimentario.
La agregación de alfa-sinucleína (α-Syn), una proteína reparadora de ADN, producida normalmente por las neuronas del cerebro, se depositan anormalmente formando cuerpos de Lewy, un elemento en la ruta patogénica presente exclusivamente en pacientes con enfermedad de Parkinson, disminuye con los agonistas D3, mientras que el contenido de dopamina aumenta al inhibir la recaptación y degradación de dopamina. La regulación de la agregación y eliminación de α-Syn mejora la secreción del factor neurotrófico derivado del cerebro (BDNF), que en última instancia mejora la neuroinflamación y el estrés oxidativo mientras promueve la neurogénesis e interactúa con otros receptores dopaminérgicos.
Los agonistas D3, incluyendo el 7-OH-DPAT, pramipexol y rotigotina, entre otros, muestran efectos antidepresivos en modelos de depresión en roedores. La apomorfina tiene la capacidad de mejorar la conciencia cognitiva en pacientes con enfermedad de Parkinson. Además de tener propiedades antidepresivas, como regular comportamientos similares a la depresión y el desarrollo de la depresión propiamente dicha, el pramipexol tiene la capacidad de prevenir y ralentizar la apoptosis celular, así como restaurar las redes y conexiones neuronales dañadas, mientras que la rotigotina ayuda a atenuar el síndrome de hiperpirexia y la esquizofrenia en pacientes con enfermedad de Parkinson.
Se ha demostrado que los agonistas D3 interrumpen la inhibición del sobresalto antes del pulso (PPI), una medida entre especies que recapitula los déficits en la activación sensoriomotora en trastornos neuropsiquiátricos como la esquizofrenia. Por el contrario, los antagonistas con prefierencia por el receptor D3 tienen perfiles de tipo antipsicótico en los perfiles de estudio de PPI en ratas.

## Ligandos

### Agonistas
| - trans-N-{4-[4-(2,3-Diclorofenyl)-1-piperazinil]ciclohexil}-3-metoxibenzamida, agonista completo, selectividad de unión 200 veces mayor sobre D4, D2, 5-HT1A, y receptor adrenérgico alfa 1 - (-)-7-{[2-(4-Phenilpiperazin-1-il)ethyl]propilamino}-5,6,7,8-tetrahidronafthalen-2-ol - 5-OH-DPAT - 7-OH-DPAT | - Pergolida - 8-OH-PBZI (cis-8-Hidroxi-3-(n-propil)-1,2,3a,4,5,9b-hexahidro-1H-benz[e]indol) agonista altamente selectivo y potente por el receptor D3 - Apomorfina (agonista no selectivo de la dopamina) - Bromocriptina (agonista no selectivo de la dopamina) - Captodiamo - CJ-1639 | - compuestoR,R-16: 250 veces selectividad de unión sobre D2 - Dopamina (agonista endógeno) - ES609 - FAUC 54 - FAUC 73 - PD-128,907 - PF-219,061 (extremadamente selectivo) | - PF-592,379 - Piribedil (agonista dopaminérgico no selectivo) - Pramipexol (agonista dopaminérgico no selectivo) - Quinelorana (también agonista D2) - Quinpirol (también agonista D2) - Ropinirol (agonista dopaminérgico no selectivo) - Rotigotina (agonista dopaminérgico no selectivo) |

### Agonistas parciales
| - Aripiprazol (no selectivo) - BP-897 - Brexpiprazol (no selectivo) - Buspirona (no selectivo) - Cariprazina - CJB 090 - CJ-1037 (extremadamente selectivo) - FAUC 460 (altamente selectivo) | - FAUC 346 (altamente selectivo) - Pardoprunox (no selectivo) - Roxindol (posiblemente agonista parcial en los autorreceptores D3, no selectivo) - OS-3-106 - UH-232 - WW-III-55 |

## Antagonistas
| - La mayoría de los neurolépticos - Amisulprida (no selectivo) - Buspirona - Ciproheptadina (no selectivo) - PG 01037 - Domperidona (antagonista D2 and D3 periférico) - FAUC 365, agonista silencioso, subtipo selectivo - GR-103,691 - GSK598809 (altamente selectivo) | - Haloperidol (no selectivo, bloquea todos los subtipos de receptores de dopamina, aunque D3 tiene la mayor afinidad) - N-(4-(4-(2,3-Dicloro- or 2-metoxiphenyl)piperazin-1-il)butil)heterobiarilcarboxamida - Nafadotrida - NGB-2904 - PNU-99,194 (moderately selective over D2) - Racloprida (also D2 antagonist) - S-14,297 (selective) - S33084 | - SB-277011-A, agonista D3 selectivo, 80 veces mayor selectividad sobre D2 sin efectos agonistas parciales, utilizado en la investigación de la adicción a las drogas como una terapia potencial para la adicción a varias drogas diferentes - SR 21502 (altamente selectivo) - Sulpirida (también antagonista D2) - U99194 - YQA14 (alta afinidad y selectividad) - Risperidona |

## Interacciones
Se ha demostrado que el receptor de dopamina D3 interactúa con CLIC6 y EPB41L1.
El polimorfismo del gen DRD3 a nivel Ser9Gly (rs6280), que es un polimorfismo de nucleótido único (SNP) con base variante C/T, está relacionado con la variación en la sintomatología de la enfermedad de Parkinson, como la gravedad de la depresión, los trastornos del control de los impulsos, la adicción conductual y la toma de decisiones aberrante.